# Marcello Zanatta
Marcello Zanatta (* 11. Juni 1948 in Treviglio) ist ein italienischer Philosophiehistoriker auf dem Gebiet der antiken Philosophie.
Zanatta studierte Philosophie an der Katholischen Universität Mailand und schloss das Studium 1971 mit der Laurea ab. Von 1971 bis 1972 hatte er einen Lehrauftrag an der Universität Parma, von 1972 bis 1973 war er Stipendiat an der Katholischen Universität Mailand und an der Universität Parma. Zugleich absolvierte er ein Studium der Rechtswissenschaft an der Universität Mailand, 1973 ebenfalls mit der Laurea abgeschlossen. Von 1974 bis 1980 war er Lehrbeauftragter, von 1980 bis 1993 wissenschaftlicher Mitarbeiter an der Universität Parma. Von 1993 an war er Professore associato für Geschichte der philosophischen Geschichtsschreibung an der Universität Palermo, von 1996 an Professor für Geschichte der antiken Philosophie an der Universität Kalabrien (von 1996 an Professore associato, von 2003 an Professore straordinario, von 2006 an Professore ordinario).
Zanatta ist einer der führenden italienischen Experten für die Philosophie des Aristoteles und hat eine Vielzahl von dessen Werken ins Italienische übersetzt. Darüber hinaus hat er die Schrift des Plutarch Über die Widersprüche der Stoiker übersetzt und die Testimonien und Fragmente des Redelehrers Hermagoras von Temnos ediert.

## Schriften (Auswahl)
Monographien
- Storia della Filosofia Antica. Rizzoli, Mailand 2012.
- Sapienza e filosofia prima in Aristotele. Unicopli, Mailand 2010.
- Introduzione alla filosofia di Aristotele. Rizzoli, Mailand 2010.
- mit Roberto Grasso: La forma del corpo vivente. Studio sul „De anima“ di Aristotele. Unicopli, Mailand 2005.
- mit Roberto Grasso: La teoria aristotelica della percezione. Unicopli, Mailand 2003.
- La ragione verisimile. Saggio sulla „Poetica“ di Aristotele. Pellegrini, Cosenza 2001.
- Profilo storico della filosofia antica. Rubbettino editore, Soveria Mannelli 1997, 2. Auflage 2002.
- Aristotele. Forme del sapere e modi della ragione. U.T.E.T., Turin 1997.

Übersetzungen
- Aristotele, La grande Etica. Monografia introduttiva, traduzione, commento e indici analitici. Testo greco a fronte. Mimesis, Mailand 2014.
- Pseudo-Aristotele, I Problemi. Monografia introduttiva, traduzione, commento e indici analitici. Aracne, Rom 2013.
- Aristotele, Etica Eudemia. Monografia introduttiva, traduzione, commento e indici analitici. Testo greco a fronte. Rizzoli, Mailand 2012.
- Aristotele, Frammenti. Opere logiche e filosofiche. Introduzione, testo greco, traduzione, commento e indici analitici. Rizzoli, Mailand 2010.
- Aristotele, Metafisica. Monografia introduttiva, testo greco, traduzione, commento e indici analitici. 2 Bände, Rizzoli, Mailand 2009.
- Aristotele, I Dialoghi. Introduzione, traduzione e commento. Testo greco a fronte. Rizzoli, Mailand 2008.
- Aristotele, L’anima. Monografia introduttiva, traduzione, note e indici analitici, con la collaborazione di Roberto Grasso. Aracne, Rom 2006.
- Aristotele, Retorica e Poetica. Introduzione, traduzione, note e indici analitici. U.T.E.T., Turin 2004.
- Aristotele, La Fisica. Introduzione, traduzione, note e indici analitici. U.T.E.T., Turin 1999.
- Aristotele, Organon. Saggio introduttivo, traduzione, note e indici analitici. 2 Bände. U.T.E.T., Turin 1996.
- Aristotele, Le Confutazioni Sofistiche. Introduzione, testo greco, traduzione e commento. Rizzoli, Mailand 1995.
- Aristotele, Dell’ Interpretazione. Introduzione, testo greco, traduzione e commento. Rizzoli, Mailand 1992.
- Aristotele, Le Categorie. Introduzione, testo greco, traduzione e commento. Rizzoli, Mailand 1989.
- Aristotele, Etica Nicomachea. Introduzione, testo greco, traduzione e commento. 2 Bände. Rizzoli, Mailand 1986.
- Ermagora, Testimonianze e frammenti. Introduzione, traduzione, note e glossari. Unicopli, Mailand 2004.
- Plutarco, Le contraddizioni degli Stoici. Introduzione, testo greco, traduzione e commento. Editrice Zonno, Bari 1976; 2. Auflage, Rizzoli, Mailand 1993.

Herausgeberschaften
- Studi di filosofia aristotelica. Pellegrini, Cosenza 2008.
- Studi di filosofia aristotelica 2. Pellegrini, Cosenza 2009.
- Studi di filosofia aristotelica 3. Pellegrini, Cosenza 2010.
- Homo moriens. Ermeneutiche della morte da Omero a oggi. Pellegrini, Cosenza 2006.